# Port lotniczy Sønderborg
Port lotniczy Sønderborg (IATA: SGD, ICAO:EKSB) – port lotniczy położony w Sønderborg, w Danii.

## Linie lotnicze i połączenia
| Linia lotnicza | Kierunek                           |
| -------------- | ---------------------------------- |
| Alsie Express  | 1. Kopenhaga Sezonowo: 1. Bornholm |